# Tükrözés (matematika)
Az egybevágósági transzformációk közül többet is tükrözésnek neveznek. Legismertebb a síkbeli tengelyes tükrözés és pontra tükrözés. Néha a térbeli síkra tükrözés is szóba kerül. Az inverziót körre tükrözésnek is szokás nevezni.

## Középpontos tükrözés
Az egyenesen értelmezett középpontos tükrözés az egyenes egy P pontját abba a P1 pontba viszi, ami ugyanolyan távol van a középponttól, mint P, hogy a középpont a PP1 szakasz felezőpontja legyen.
Legtöbbször ennek síkbeli kiterjesztéséről beszélnek. Ekkor a sík egy P pontjának P1 képe az a pont, ami a P pontot a középponttal összekötő egyenesen fekszik, hogy a középpont a PP1 szakasz felezőpontja.

### Tulajdonságok
A középpontos tükrözésnek a következő tulajdonságai vannak a síkban:
- olyan forgatás, aminek szöge 180 fok
  - irányítástartó
- megadható középpontjával, vagy egy pont-pont képe párral
- van egy fixpontja: a középpontja
- invariáns egyenesei a középponton átmenő egyenesek
- felírható két tengelyes tükrözés szorzataként, melyek tengelyei merőlegesek egymásra, és a középpontban metszik egymást
- a transzformációszorzásban eltolással szorozva középpontos tükrözést ad
- két középpontos tükrözés szorzata eltolás

## Tengelyes tükrözés
Tengelyes tükrözés az a transzformáció, ami szerint egy P pont képe az a P1 pont, ami a P pontból a tükrözés tengelyére bocsátott merőlegesen fekszik, és távolsága megegyezik a P pont tengelytől mért távolságával.
Síkban a tengely a PP1 szakasz felezőmerőlegese. Térben a szakasz felezőmerőleges síkjában helyezkedik el.

### Tulajdonságok
A síkban:
- irányításváltó
- megadható tengelyével vagy pont - pont képe párral
- fixegyenese a tengelye
- invariáns egyenesei a tengelyre merőleges egyenesek
- egy tengelyes tükrözés a tengelyes tükrözések közül csak önmagával vagy rá merőleges tengelyű tükrözéssel cserélhető fel
- önmagával vett szorzata identitás
- három, egy ponton átmenő tengelyű, vagy párhuzamos tengelyű tükrözés szorzata tengelyes tükrözés
  - ebben a szorzatban a két szélső tényező felcserélhető egymással
- három, páronként egymást metsző tengelyű tükrözés szorzata csúsztatva tükrözés
- két tengelyes tükrözés szorzata
  - forgatás, ha a tengelyek metszik egymást
  - eltolás, ha párhuzamosak
- páros számú tengelyes tükrözés szorzata nem írható fel páratlan számú tengelyes tükrözés szorzataként
- a sík összes transzformációja előáll legfeljebb három tengelyes tükrözés szorzataként

A térben:
- irányítástartó
- 180 fokos forgatás a tengely körül
- megkapható két merőleges síkra tükrözéssel
- önmagával vett szorzata identitás
- megadható tengelyével
- fixegyenese a tengelye
- invariáns egyenesei a tengelyre merőleges egyenesek
- egy egyenes képe abban a pontban metszi a tengelyt, amiben az egyenes is metszi
- a tengellyel párhuzamos egyenesek képei is párhuzamosak a tengellyel, és tengelytől vett távolságuk megegyezik az eredeti egyenesek tengelytől mért távolságával
- három párhuzamos tengelyre vett tükrözés szorzata tengelyes tükrözés

### Tengelyes szimmetria
Egy alakzat tengelyesen szimmetrikus a síkban, ha van tengely, amire tükrözve önmagába megy át. Ilyen például az egyenlő szárú háromszög, a húrtrapéz, a deltoid, a rombusz, a téglalap, a kör.

## Síkra tükrözés
Síkra tükrözés az a (téren értelmezett) transzformáció, ami szerint egy P pont képe az a P1 pont, ami a P pontból a tükrözés síkjára bocsátott merőlegesen fekszik, és távolsága megegyezik a P pont tengelytől mért távolságával.
Ekkor a tükrözés síkja a PP1 szakasz felező merőleges síkja.

### Tulajdonságok
- Irányításváltó
- Egyértelműen megadható a tükrözés síkjával, vagy egy pont-pont képe párral
- A tükrözés síkja fix
- A tükrözés síkjára merőleges egyenesek, síkok invariánsak
- A tükrözés síkjával párhuzamos egyenes, sík képe párhuzamos az eredeti egyenessel, síkkal
- A tükrözés síkját metsző egyenes, sík képe ugyanabban a pontban metszi a síkot, mint az eredeti egyenes, sík
  - Ekkor a tükrözés síkja az eredeti és a képsíkok szögfelező síkja
- Önmagával vett szorzata az identitás
- Három közös egyenesen átmenő, vagy párhuzamos síkra vett tükrözés szorzata síkra vett tükrözés, és ebben a szorzatban a két szélső tényező felcserélhető
- A tér bármely egybevágósága előáll legfeljebb négy síkra tükrözés szorzataként
- Páros számú síkra tükrözés szorzata nem fejezhető ki páratlan számú síkra tükrözés szorzataként
- Két síkra tükrözés csak akkor cserélhető fel, ha síkjaik merőlegesek egymásra, vagy megegyeznek

## Algebra
Síkban a tengelyes tükrözések, térben a síkra tükrözések generálják a hasonlósági transzformációk csoportját.

### Lineáris algebra
A síkban (az origón átmenő) egyenesre, a térben (origón átmenő) síkra tükrözés mátrixa −1 determinánsú ortogonális mátrix.
A síkban az origón átmenő, az x tengely pozitív felével {\displaystyle \vartheta } szöget bezáró egyenesre tükrözés mátrixa:
{\displaystyle \mathrm {Ref} (\vartheta )={\begin{bmatrix}\cos 2\vartheta &\sin 2\vartheta \\\sin 2\vartheta &-\cos 2\vartheta \end{bmatrix}}.}
A koordinátasíkokra, koordinátatengelyekre, origóra tükrözés mátrixai a térben:
az YZ koordinátasíkra:
{\displaystyle \mathrm {Ref} (YZ)={\begin{bmatrix}-1&0&0\\0&1&0\\0&0&1\end{bmatrix}}.}
az X tengelyre:
{\displaystyle \mathrm {Ref} (X)={\begin{bmatrix}1&0&0\\0&-1&0\\0&0&-1\end{bmatrix}}.}
az origóra:
{\displaystyle \mathrm {Ref} (O)={\begin{bmatrix}-1&0&0\\0&-1&0\\0&0&-1\end{bmatrix}}.}

## Általánosítások
Csúsztatva tükrözés: felírható egy tükrözés és egy eltolás szorzataként. Ebben a szorzatban a tényezők felcserélhetők, és választható olyan eltolás és tükrözés, hogy az eltolás iránya párhuzamos legyen a tükrözés tengelyével vagy síkjával. Felírható három tengelyes vagy síkra tükrözés szorzataként. Mátrixa ‒1 determinánsú ortogonális mátrix. A sík minden irányításváltó egybevágósági transzformációja csúsztatva tükrözés.
A tükrözés speciális csúsztatva tükrözésnek tekinthető, ahol a fenti szorzatban az eltolás az identitás.
Forgatva tükrözés: felírható egy síkra tükrözés és egy tengelyes forgatás szorzataként. Ebben a szorzatban a tényezők felcserélhetők, és választható olyan forgatás és tükrözés, hogy a forgatás tengelye merőleges legyen a tükrözés síkjára.
A síkra tükrözés speciális forgatva tükrözésnek tekinthető, ahol a fenti szorzatban a forgatás az identitás.